# Andújar
Andújar è un comune spagnolo di 38 662 abitanti situato nella comunità autonoma dell'Andalusia, provincia di Jaén, comarca di Campiña de Jaén (della quale è il capoluogo), sulle rive del Guadalquivir.
È un centro artigianale per la produzione delle ceramiche ed un importante mercato agricolo.

## Geografia fisica
Oltre al Guadalquivir, nel territorio comunale scorrono due suoi affluenti di destra, i fiumi Jándula e Yeguas.

### Fauna
Il pesce Iberocypris palaciosi è endemico delle acque dolci dei dintorni di Andújar.

## Storia
Ritrovamenti archeologici nella zona documentano che già nel Paleolitico c'era una presenza umana, i primi insediamenti stabili furono dei Celtiberi che chiamarono Iliturgis un villaggio nel posto dove oggi si trova Andujar.
Si stabilirono poi in quei territori Fenici e Greci e infine i Cartaginesi, che dovettero però lasciare la Spagna ai Romani all'epoca della seconda guerra punica. La romanizzazione della Spagna s'intensificò a Partire da Augusto sotto il quale nel 19 a.C. la penisola iberica venne divisa in tre province e la città fece parte della provincia Betica con capitale a Cordova. Con lo sfaldarsi dell'impero romano la Spagna dal 409 fu percorsa da Alani, Svevi, Vandali (il nome Andalusia deriva da Vandalusia) e, soprattutto, dai Visigoti già cristianizzati e passati dall'Arianesimo al Cattolicesimo. I Visigoti crearono un vasto regno che comprendeva tutta la penisola che però si frantumò, a causa di discordie e lotte intestine, in tanti regni che non seppero organizzare una difesa efficace contro l'invasione degli Arabi, chiamati in aiuto da una delle fazioni in lotta nel 711. In poco tempo, dopo la battaglia decisiva di Guadalete, in cui morì l'ultimo re visigoto Roderico, i Musulmani occuparono le terre visigote e in soli sette anni s'impadronirono di tutta la penisola iberica; un solo residuo goto-romano poté rimanere indipendente sui Monti Cantabrici nel nord della Spagna e da lì poi partì la Reconquista.
L'antica Iliturgis fece parte dell'emirato di Cordova e nell'853 sotto il governo dell'emiro Muhammad V prese il nome Andujar. Nell'888 l'emiro ʿAbd Allāh ibn Muḥammad fece fortificare diversi centri e fra questi Andujar che risultò uno dei più muniti col castello su una collina. Gli Almohadi nel XII secolo la fortificarono ulteriormente, ma nel 1155 Alfonso VII di León la conquistò e negli anni successivi i Musulmani la riconquistarono e si continuò ad avere passaggi di potere finché nel 1224 Ferdinando III di Castiglia la conquistò definitivamente. A partire da questa data fu legata all'Ordine di Calatrava; nel 1389 Giovanni I di Castiglia  la cedette a Leone V l'Armeno per tutto il tempo in cui sarebbe stato in vita ma senza diritto alcuno di successione. Nel 1467 Enrico IV di Castiglia le assegnò il titolo di "città" con i privilegi che comportava.
I Francesi l'occuparono nel 1818. Durante il periodo della dittatura franchista la città fu vittima di un episodio di repressione violenta e molti cittadini di Andújar furono imprigionati ed uccisi.

## Monumenti e luoghi d'interesse
I monumenti di maggior interesse sono: il Castillo, cioè il castello dell'888 di cui restano alcune vestigia, il Ponte romano del I secolo sul Guadalquivir con 15 archi, la Plaza del mercado, pittoresca piazza attorno alla quale sono le Casas consistoriales del '600 e la chiesa gotica di Santa Maria la Mayor del secolo XV con facciata plateresca che ha all'interno il quadro di El Greco Orazione nell'Orto, il municipio (Ayuntamiento) del XVII-XVIII secolo  costruito sopra la Casa de Comedias di cui conserva il patio e parte della facciata, il Convento de Capuchinos del XVI secolo che ha all'interno il Museo di Arte plastica, il Convento de Capuchinas del XVI secolo, il Convento de las Trinitarias Descalzas del 1587, il Convento de los Carmelitos Descalzos  del 1590.

### Dintorni
Interessante è il Parque natural de la Sierra de Andújar.
A 20 km Linares, cittadina industriale. A 33 km sulla collina del Cabezo c'è il famoso santuario di Nostra Signora della Cabeza al quale sale da Andújar una romería descritto anche dai famosi scrittori spagnoli Miguel de Cervantes Saavedra (1547- 1616), Félix Lope de Vega (1562-1635) e Pedro Calderón de la Barca (1600-1681). Secondo la tradizione, nella notte fra l'11 e il 12 agosto del 1227, un pastore vide su una collina una luce nella notte e sentì un rintocco di campana, salì allora sul colle e trovò l'immagine della Vergine che si rivelò miracolosa. Sul colle venne poi costruita una cappella.
Oltre al pellegrinaggio che si svolge secondo le consuetudini che prevedono dopo i riti religiosi una gioiosa festa, anche in città si celebra una festa dedicata a questa Madonna con processioni, conferenze sui cavalli e un Certamen de coros romeros.
A 27 km Bailén, centro industriale e luogo ove nel 1808 le truppe napoleoniche subirono la loro prima sconfitta in Europa.

## Cultura

### Feste
Altre feste si svolgono ad Andújar oltre alla romería al santuario della Madonna della Cabeza, durante l'intero mese di aprile si svolgono infatti manifestazioni varie e feste in onore della Vergine che si concludono all'ultima domenica con il pellegrinaggio al santuario.
Il 5 gennaio notte si svolge la Cabalgata de los Reyes Magos con l'arrivo dei Re Magi seguiti da un corteo di cavalieri in costume e carrozze con personaggi che rappresentano la corte dei re.
Il carnevale prevede alcune feste pubbliche e la conclusione con l'Entierro de la sardina con un corteo funebre rappresentato dalla statuetta di una sardina entro una rustica bara che viene poi sepolta fra lo scherzoso compianto dei presenti.
I riti e le processioni della Semana Santa sono conformi a quelli che si svolgono in tutti i centri dell'Andalusia. In maggio si svolgono le feste e il concorso delle Cruces de Mayo in cui in ogni quartiere si innalza un'alta croce ornata con fiori attorno alla quale si fa festa ed un'apposita giuria attribuisce i premi alle croci giudicate le migliori.
Durante il mese di luglio in ogni quartiere e in giorni diversi ci sono le verbenas, feste popolari notturne, inoltre il 15 luglio c'è la Festa della Madonna del Carmine e il 25 luglio la festa di San Giacomo apostolo e la Feria y Fiestas de Andújar dal 7 al 12 settembre con fiera del bestiame, feste taurine, gare sportive, esibizioni musicali e concorsi ippici. Altre feste sono Ognissanti il 1º novembre, la festa di Santa Cecilia il 18 novembre e la festa dell'Immacolata dell'8 dicembre.

## Amministrazione

### Gemellaggi
- Favara, dal 2004